# Доротея Шарлота фон Бранденбург-Ансбах
Доротея Шарлота фон Бранденбург-Ансбах (на немски: Dorothea Charlotte von Brandenburg-Ansbach; * 28 ноември 1661 в Ансбах; † 15 ноември 1705 в Дармщат) е принцеса от Бранденбург-Ансбах и чрез женитба ландграфиня на Хесен-Дармщат.
Тя е дъщеря на маркграф Албрехт II фон Бранденбург-Ансбах (1620 – 1667) от род Хоенцолерн и втората му съпруга София Маргарета фон Йотинген-Йотинген (1634 – 1664), дъщеря на граф Йоахим Ернст фон Йотинген-Йотинген.
На 1 декември 1687 г. Доротея Шарлота се омъжва в Дармщат за ландграф Ернст Лудвиг от Хесен-Дармщат (1667 – 1739). Той е до следващата година под регентството на майка му Елизабет Доротея фон Саксония-Гота-Алтенбург (1640 – 1709).
Доротея Шарлота е погребана в княжеската гробница в градската църква на Дармщат.

## Деца
Доротея Шарлота и Ернст Лудвиг имат децата:
- Доротея София (1689 – 1723)

∞ 1710 граф Йохан Фридрих фон Хоенлое-Йоринген (1683 – 1765)
- Лудвиг VIII (1691 – 1768) ландграф на Хесен-Дармщат

∞ 1717 г. за графиня Шарлота фон Ханау-Лихтенберг (1700 – 1726)
- Карл Вилхелм (1693 – 1707)
- Франц Ернст (1695 – 1717)
- Фридерика Шарлота (1698 – 1777)

∞ 1720 ландграф Максимилиян фон Хесен-Касел (1689 – 1753)